# Ciboure
Ciboure là một xã trong tỉnh Pyrénées-Atlantiques, thuộc vùng Nouvelle-Aquitaine của nước Pháp, có dân số là 6283 người (thời điểm 1999).